# リウィウス・セウェルス
フラウィウス・リウィウス・セウェルス・セルペンティウス（Flavius Libius Severus Serpentius 420年頃 – 465年8月15日）は西ローマ皇帝（在位：461年11月19日 - 465年8月15日）である。ルカニア出身の元老院議員であり、リウィウス・セウェルスは西ローマ帝国末期の皇帝の一人となったが、実権はマギステル・ミリトゥム（軍務長官）のリキメルに握られており、何らの権力もなく、帝国を脅かす諸問題の解決もできなかった。 史料は彼を敬虔な信心深い人物であったと述べている。歴史家エドワード・ギボンは彼の4年の治世とアンテミウスが即位するまでの死後2年程の期間を区別する必要のない「空位の6年間」と呼んだ。セウェールス3世とも呼ばれる。

## 生涯

### 即位

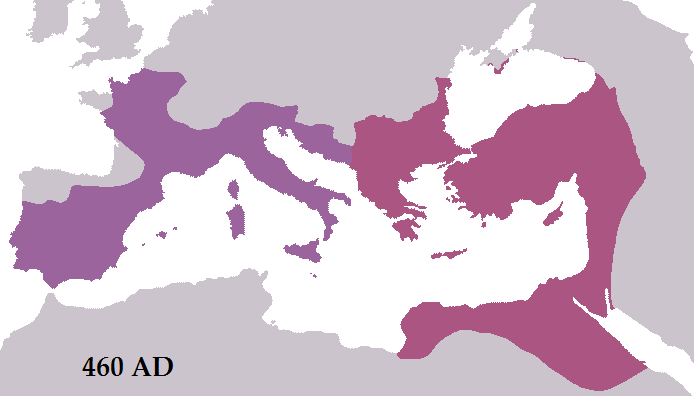
460年時点の東西ローマ帝国

456年にリキメル将軍とマヨリアヌス将軍がアウィトゥス帝を廃位し、457年にマヨリアヌスが西ローマ皇帝に即位した。マヨリアヌス帝は意欲的に国政改革に取り組んで西ローマ帝国の立て直しを図り、さらにガリアのブルグント族そしてヒスパニアの西ゴート族を打ち破り、彼らを再び服属させることに成功した。マヨリアヌス帝は北アフリカを占拠するヴァンダル族を討つべく、ヒスパニアで遠征艦隊の編成に着手するが、ヴァンダル族の奇襲を受けて艦隊は出発する前に焼き払われてしまった。ヴァンダル族と不利な内容の和議を結んだマヨリアヌス帝はイタリアへの帰還途中でマギステル・ミリトゥム（軍務長官）のリキメルに捕えられ、461年8月7日にリキメルはマヨリアヌスを殺害した。これにより西ローマ皇帝が不在となり、東ローマ皇帝レオ1世、ヴァンダル王ガイセリックそしてリキメルとの間で西ローマ皇帝の座を巡る争いが起こった。
ローマ帝国は名目上はなお統一体であり、伝統的に東西のローマ皇帝には、同僚となる他方のローマ皇帝を承認する権利があった。蛮族出身のリキメルは自身が皇帝になることはできなかったため、傀儡にしうる弱体な皇帝を必要としていた。ヴァンダル王ガイセリックは455年のローマ略奪の際にウァレンティニアヌス3世の皇后リキニア・エウドクシアと皇女エウドキア、プラキディアの姉妹を連れ去っており、姉皇女のエウドキアはヴァンダル王子フネリックと結婚させられ、これによりヴァンダル王家は皇族の縁戚となり、ガイセリックは妹皇女プラキディアと結婚したオリブリオスを皇帝候補として推した。
オリブリオスを選出させるためにガイセリックはマヨリアヌス帝と結んだ条約は彼の死によって無効になったと称してイタリアやシチリアを襲撃し、帝国に圧力をかけた。リキメルは使節を送ってガイセリックに条約を順守するよう求め、この一方、レオ1世も使節を派遣して襲撃の中止と元皇后と皇女姉妹の解放を要求した。
ヴァンダル族の圧力にもかかわらず、リキメルはオリブリオスを一顧だにせず元老院議員リウィウス・セウェルスを西ローマ皇帝に据えることにした。リウィウス・セウェルスは出自や経歴、人柄を伝える記録がほとんどない無名の人物だった。461年11月19日、ラヴェンナにおいてリウィウス・セウェルスは皇帝に選出された。

### 治世

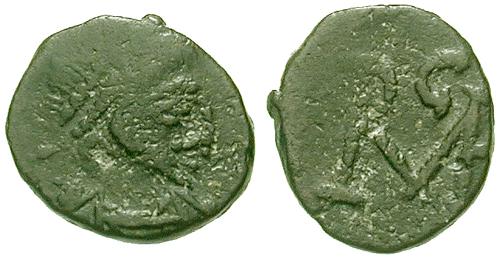
リウィウス・セウェルス帝のアス（青銅貨）。裏面にリキメルのモノグラムが刻印されている。

リウィウス・セウェルス帝はその治世中、リキメル将軍の存在そして幾つかの属州が彼の即位を認めなかったことによる様々な問題に直面していた。
リウィウス・セウェルス帝を擁立したのはリキメル将軍であり、実権は彼の手中にあった。リウィウス・セウェルス帝の名で発行された硬貨が存在しており、これにはリキメルのものと見なされるモノグラムが刻印されている。これらの硬貨がリウィウス・セウェルス帝または次代のアンテミウス帝の時代のものであるならば、皇帝とともにその名が銘刻されるという蛮族としては先例のない名誉なことであった。リキメルによる支配が明白であったことは、同時代の歴史家マルシェリノス・コメスの年代記からもうかがえ、464年2月6日にアラン族の王ベルグルがリキメルに敗れて死んだ際の記録は、「アラン王ベルグルはリキメル王によって殺された」とリキメルを王と呼んでいる。
460年初めの西ローマ帝国は幾つかの属州をもはや名目的にでも支配していなかった。ブリタンニアは放棄されており、アフリカ属州はヴァンダル族に征服され、ヒスパニアは同盟部族（フォエデラティ）の名の下ではあるが西ゴート族に占領されていた。これに加えて。幾つかの属州の統治者たちがリウィウス・セウェルス帝を認めず、彼の領域はさらに狭まられていた。ガリアを支配するアエギディウス将軍とイリュリクムに割拠するマルケリヌス将軍は亡きマヨリアヌス帝の支持者であり、リウィウス・セウェルス帝の選出を認めようとしなかった。
東ローマ皇帝レオ1世はリウィウス・セウェルス帝を承認せず、東ローマ帝国に属するマルケリヌス・コムスやヨルダネスによる史料は彼を僭称者と見なしている。もっとも東西両帝国は完全に断絶していたわけでもなく、強大な軍隊を擁するマルケリヌスがイタリアへ侵攻することを恐れたリウィウス・セウェルス帝は、レオ1世に援助を求め、東ローマ皇帝はフィラルコスをマルケリヌスの元へ派遣し、攻撃を思いとどまらせている。このエピソードはイリュリクムが西帝国から東帝国の勢力圏に移ったという点で重要である。また、伝統的に1名の執政官は自らの宮廷から選出するが、もう一人はもう一方の宮廷が指名した者を受け入れることになっていた。東帝国の承認なく即位したリウィウス・セウェルス帝は治世の初年には皇帝が執政官に就任する慣例に従い462年に単独執政官に選任され、その翌年には有力な元老院議員でイタリア民政総督（任期：463年 - 465年）を務めたカエシーナ・デキウス・バシリウスを執政官に選任したが、464年から465年の任期は東帝国が指名した2名の執政官を受け入れており、一人は皇帝候補だったオリブリオスであった。
北ガリアのソワソンを本拠に割拠するアエギデゥスの存在に対抗すべく、リウィウス・セウェルス帝はアグリピヌスをガリア軍区司令官職（magister militum per Gallias）に任命して、アエギデゥスに代わるガリアの公的な統治者とさせている。先帝マヨリアヌスの時代、アグリッピーヌスは反逆の罪でアエギデゥスから告発されており、有罪とされ死刑を宣告されたが、おそらくはリキメルの指金により恩赦を受け、以降、アグリッピーヌスはリキメルに与してアエギデゥスと反目した。アグリッピーヌスは西ゴート族の援助を頼み、アエギデゥスそして彼を支持するフランク王キルデリク1世と抗争を行った。
支援の見返りに西ゴート族はリウィウス・セウェルス帝からナルボンヌを割譲されており、西ゴート族が海への出口を手に入れるとともにアエギデゥスの勢力圏と帝国のその他の領域とを分断する形となった。リウィウス・セウェルス帝の数少ない公的活動の一つとして464年のアルウァンドゥスのガリア民政総督任命がある。リウィウス・セウェルス帝の没後の468年に彼は西ゴート王に対してアンテミウス帝に背くよう唆す書簡が露見したことで告発され、反逆罪で死刑を宣告されている（後に追放刑に減刑）。
リウィウス・セウェルス帝は事実上イタリアしか統治しておらず、465年にアエギデゥスが死去した後でさえ、ガリアの支配権はごく短期間戻っただけであった。少数発行されたアレラーテ（現在のアルル）鋳造の硬貨はこの一時的な支配回復の時期のものであろう。ソワソン管区と呼ばれる北ガリアはアエギデゥスの後継者のシアグリウスが帝国から事実上独立した形で西ローマ帝国の滅亡後の486年まで存続している。
リウィウス・セウェルス帝の治世においてもヴァンダル族は襲撃を続けていた。ガイセリックは息子の妻となったエウドキアに譲られるべきウァレンティニアヌス3世の遺産を受け取っていない不満をもってこれを正当化しており、その一方で、彼はなおオリブリオスを西ローマ皇帝に就けることを望んでいた。ヴァンダル族の襲撃は元老院議員をはじめとするイタリアの地主階層に打撃を与えていた。イタリア貴族の一部はガイセリックとの和解を皇帝に約束させた。パトリキ（貴族）のタティアンをヴァンダル王ガイセリックの元へ送ったが、ガイセリックは和平提案を拒否した。

### 死去
リウィウス・セウェルス帝は465年に死去した。死因は明確ではなく、リキメルに殺害されたとする史料もあるが疑問視されている。
死亡年に関しても異説があり、6世紀の歴史家ヨルダネスは著作Geticaにおいてリウィウス・セウェルス帝の治世は僅か3年であったとしている。死亡日についてはFasti vindobonenses prioresが8月15日と記録しているが、リウィウス・セウェルス帝の名で出された9月25日付の法令が現存しており、彼はこの日以降に死去したのか、この法律が死後に彼の名義で発布されたものなのかは明らかでない。
死因については6世紀のカッシオドルスの年代記はリウィウス・セウェルス帝は宮廷においてリキメルによって毒殺されたとしているが、同時代の詩人シドニウス・アポリナリスのリウィウス・セウェルス帝の死の3年後の書簡では皇帝は自然死したと述べている。現代の歴史家によれば、リウィウス・セウェルス帝の存在が東ローマ皇帝レオ1世との和解の障害にならない限り、リキメルには従順な傀儡であった彼を殺害する理由はなかったとしている。
リウィウス・セウェルス帝の死後、リキメルはおよそ2年間、皇帝を置かずに西ローマ帝国を支配し、467年に東ローマ皇帝レオ1世が指名したアンテミウスを西ローマ皇帝に迎えた。